# Делло Джойо, Норман
Норман Делло Джойо (англ. Norman Dello Joio, 24 января 1913, Нью-Йорк — 24 июля 2008, Ист-Хамптон, Нью-Йорк) — американский композитор. Лауреат Пулитцеровской премии за выдающееся музыкальное произведение (1957).

## Биография
Сын органиста, эмигрировавшего из Италии. В 1940—1941 годах учился в Йельском университете у П. Хиндемита. В 1945—1950 годах был преподавателем композиции в колледже Сары Лоуренс, а в 1958—1962 преподавал этот же предмет в Маннес-колледже. В 1972—1978 годах был педагогом Бостонского университета.
Также известен как пианист, в том числе исполнитель собственных сочинений.
Автор опер, музыки к балетам и хореографическим номерам (в частности, сотрудничал с М. Грэм), произведений для фортепиано, хоровой музыки, песен и др.
Сын — Норман Делло Джойо — спортсмен-конник, призёр Олимпийских игр 1992 года в конкуре.

## Сочинения

### Оперы
- Рубин (The ruby, 1955)
- Процесс в Руане (The trial at Rouen, 1956)
- Кровавая Луна (Blood Moon, 1961)

### Балеты
- Прерии (Prairie, 1942)
- На сцену! (On stage!, 1946)

### Сочинения для оркестра
- Симфониетта (1940)
- Концерт для двух фортепиано и оркестра (1941)
- Магнификат (1942)
- Концерт для арфы и оркестра (1941)
- Variations, Chaconne And Finale (1947)
- Размышления над Екклесиастом (1956)
- Антифонная фантазия на тему Винченцо Альбричи для органа, духовых и струнных инструментов (1965)

### Хоровая музыка
- Псалом Давида для смешанного хора (1950)
- Месса в честь Папы Иоанна XXIII для органа, духовых, струнных и хора (1975)
- As of a Dream для оркестра, солистов, хора, рассказчика и танцоров (1978)

## Награды
- стипендия Гуггенхайма (1944, 1945)
- Пулитцеровская премия за выдающееся музыкальное произведение (1957)